# Havoc and Bright Lights
Havoc and Bright Lights – ósmy album studyjny kanadyjskiej wokalistki Alanis Morissette.

## Lista utworów
Na płycie jest 14 utworów
1. Guardian
2. Woman Down
3. 'Til You
4. Celebrity
5. Empathy
6. Lens
7. Spiral
8. Numb
9. Havoc
10. Win and Win
11. Receive
12. Edge of Evolution
13. Will You Be My Girlfriend?
14. Magical Child

## Single
- "Guardian"
- "Lens"
- "Receive"

## Twórcy
Osoby biorące udział w nagrywaniu płyty:
| - Alanis Morissette - kompozytor, śpiew - Jeff Babko - instrumenty klawiszowe - Paul Bushnell - Gitara basowa - David Campbell - aranżacja instrumentów dętych drewnianych - Matt Chamberlain - bębny - Joe Chiccarelli - programowanie (bębny), instrumenty klawiszowe, producent - Mike Daly - gitara akustyczna - Chris Elms - Editing, Engineer, Guitar (Acoustic), Guitar (Electric), Pro-Tools, Programming - Lili Haydn - skrzypce - Hirakawa - zdjęcia - Sean Hurley - gitara basowa - Victor Indrizzo - bębny, perkusja - Joe LaPorta - Mastering |  | - Emily Lazar - Mastering - David Levita - gitara elektryczna - Bill Mims - inżynier dźwięku - Geoff Neal - inżynier - Csaba Petocz - miksowanie, inżynier - Tim Pierce - gitara elektryczna, gitara akustyczna - Zac Rae - instrumenty klawiszowe - Guy Sigsworth - dodatkowe produkcje, kompozytor, programowanie (bębny), instrumenty klawiszowe, producent - Morgan Stratton - inżynier - Mishka Westell - projekt - Lyle Workman - gitara elektryczna |

## Certyfikaty
| Niemcy (BVMI) | Złota płyta |